# René Fenouillère

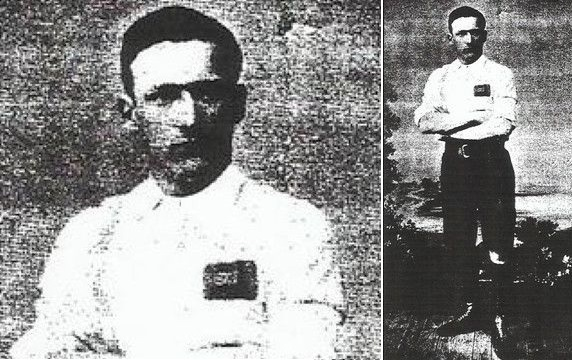
René Fenouillère

René Victor Fenouillère (Portbail, 22 oktober 1882 – Reims, 4 november 1916) was een Frans voetballer.

## Voetbal
Fenouillère begon als voetballer bij US Avranches. Na een studie in Engeland ging hij in Spanje spelen. In 1903 was Fenouillère de eerste Fransman bij FC Barcelona. Hij speelde drie wedstrijden voor de club, tegen Calliope, Salut en Mataroní. Na een periode bij Espanyol, keerde Fenouillère terug naar Frankrijk. In Parijs voetbalde hij voor Racing Club de Paris en Red Star FC. In 1908 nam Fenouillère namens Frankrijk deel aan het voetbaltoernooi op de Olympische Spelen van Londen.
In de jaren dertig van de twintigste eeuw werd het stadion van Avranches naar Fenouillère vernoemd

## Eerste Wereldoorlog
Fenouillère diende tijdens de Eerste Wereldoorlog in een infanterieregiment. Hij sneuvelde op 4 november 1916 nabij Reims.